# العلاقات الجامايكية الكينية
العلاقات الجامايكية الكينية هي العلاقات الثنائية التي تجمع بين جامايكا وكينيا.

## مقارنة بين البلدين
هذه مقارنة عامة ومرجعية للدولتين:
| وجه المقارنة                                              | جامايكا       | كينيا                         |
| --------------------------------------------------------- | ------------- | ----------------------------- |
| المساحة (كم2)                                             | 10.99 ألف     | 581.31 ألف                    |
| عدد السكان (نسمة)                                         | 2.95 مليون    | 48.47 مليون                   |
| الكثافة السكانية (ن./كم²)                                 | 268.43        | 83.38                         |
| العاصمة                                                   | كينغستون      | نيروبي                        |
| اللغة الرسمية                                             | لغة إنجليزية  | اللغة السواحلية، لغة إنجليزية |
| العملة                                                    | دولار جامايكي | شيلينغ كيني                   |
| الناتج المحلي الإجمالي (بليون دولار)                      | 14.77 مليار   | 74.94 مليار                   |
| الناتج المحلي الإجمالي (تعادل القوة الشرائية) بليون دولار | 24.79 مليار   | 142.24 مليار                  |
| الناتج المحلي الإجمالي الاسمي للفرد دولار أمريكي          | 5.23 ألف      | 1.38 ألف                      |
| الناتج المحلي الإجمالي للفرد دولار أمريكي                 | 8.88 ألف      | 2.95 ألف                      |
| مؤشر التنمية البشرية                                      | 0.719         | 0.548                         |
| رمز المكالمات الدولي                                      | +1876         | +254                          |
| رمز الإنترنت                                              | .jm           | .ke                           |
| المنطقة الزمنية                                           | 00            | ت ع م+03:00                   |

## منظمات دولية مشتركة
يشترك البلدان في عضوية مجموعة من المنظمات الدولية، منها:
| علم المنظمة | اسم المنظمة                                                | تاريخ انضمام جامايكا | تاريخ انضمام كينيا |
| ----------- | ---------------------------------------------------------- | -------------------- | ------------------ |
|             | يونسكو                                                     | 7 نوفمبر 1962        | 7 أبريل 1964       |
|             | وكالة ضمان الاستثمار متعدد الأطراف                         | 12 أبريل 1988        | 28 نوفمبر 1988     |
|             | الأمم المتحدة                                              | 18 سبتمبر 1962       | 16 ديسمبر 1963     |
|             | العملية المشتركة للاتحاد الأفريقي والأمم المتحدة في دارفور | ?                    | ?                  |
|             | مجموعة دول أفريقيا والكاريبي والمحيط الهادئ                | ?                    | ?                  |
|             | دول الكومنولث                                              | ?                    | 12 ديسمبر 1963     |
|             | الاتحاد البريدي العالمي                                    | ?                    | ?                  |
|             | البنك الدولي للإنشاء والتعمير                              | 21 فبراير 1963       | 3 فبراير 1964      |
|             | الاتحاد الدولي للاتصالات                                   | 18 فبراير 1963       | 11 أبريل 1964      |
|             | منظمة حظر الأسلحة الكيميائية                               | ?                    | ?                  |
|             | مؤسسة التمويل الدولية                                      | 31 مارس 1964         | 3 فبراير 1964      |
|             | المركز الدولي لتسوية المنازعات الاستشارية                  | 14 أكتوبر 1966       | 2 فبراير 1967      |
|             | منظمة التجارة العالمية                                     | ?                    | 1995               |
|             | منظمة الشرطة الجنائية الدولية                              | ?                    | ?                  |

## وصلات خارجية
- موقع وزارة الخارجية الجامايكية
- موقع وزارة الخارجية الكينية